# کس کورپوریشن
کُس کورپوریشن (انگلیسی: Koss Corporation) نام شرکتی آمریکایی واقع در میلواکی است که هدفون تولید می‌کند.

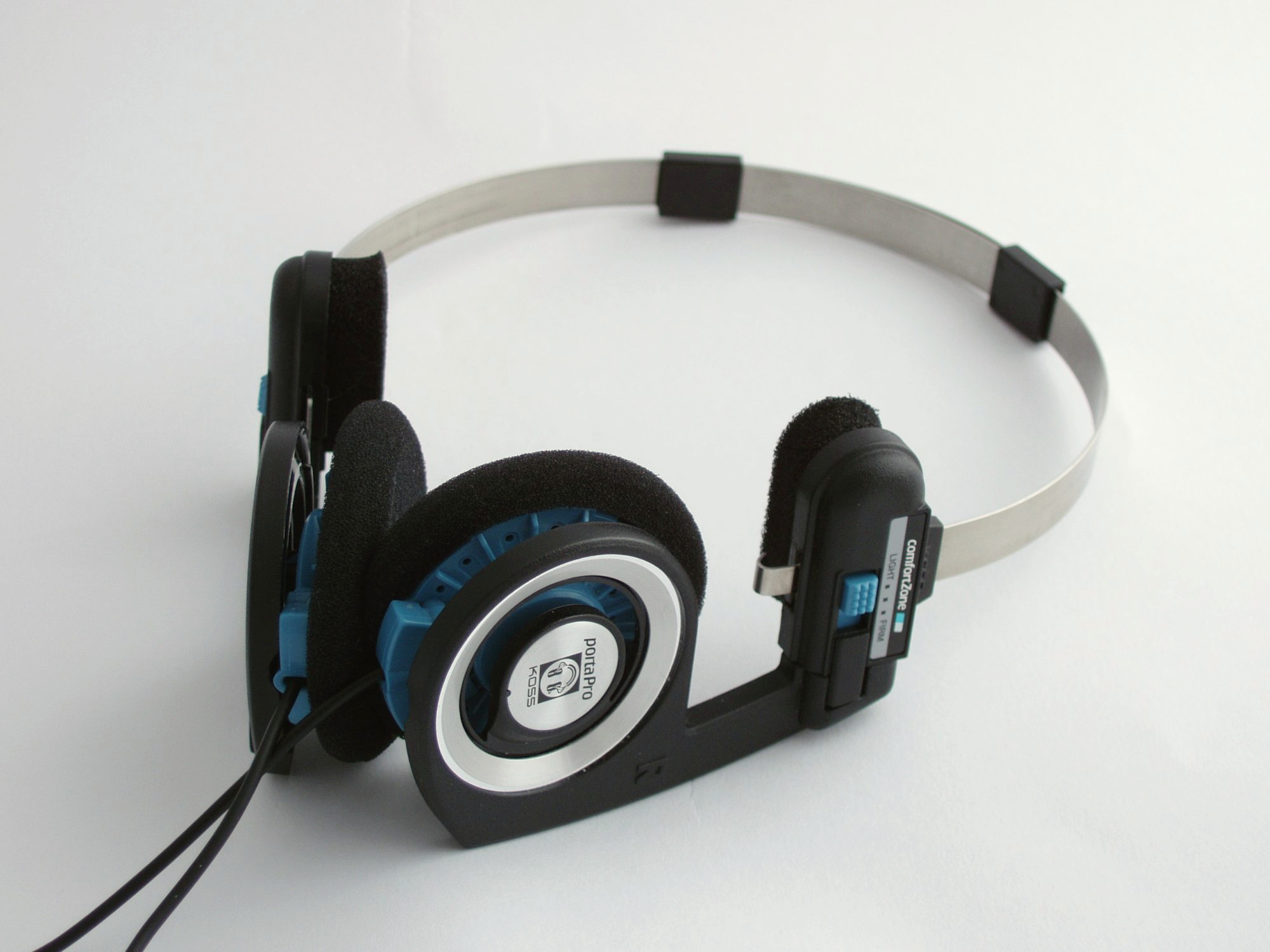
یک نمونه هدفون شرکت

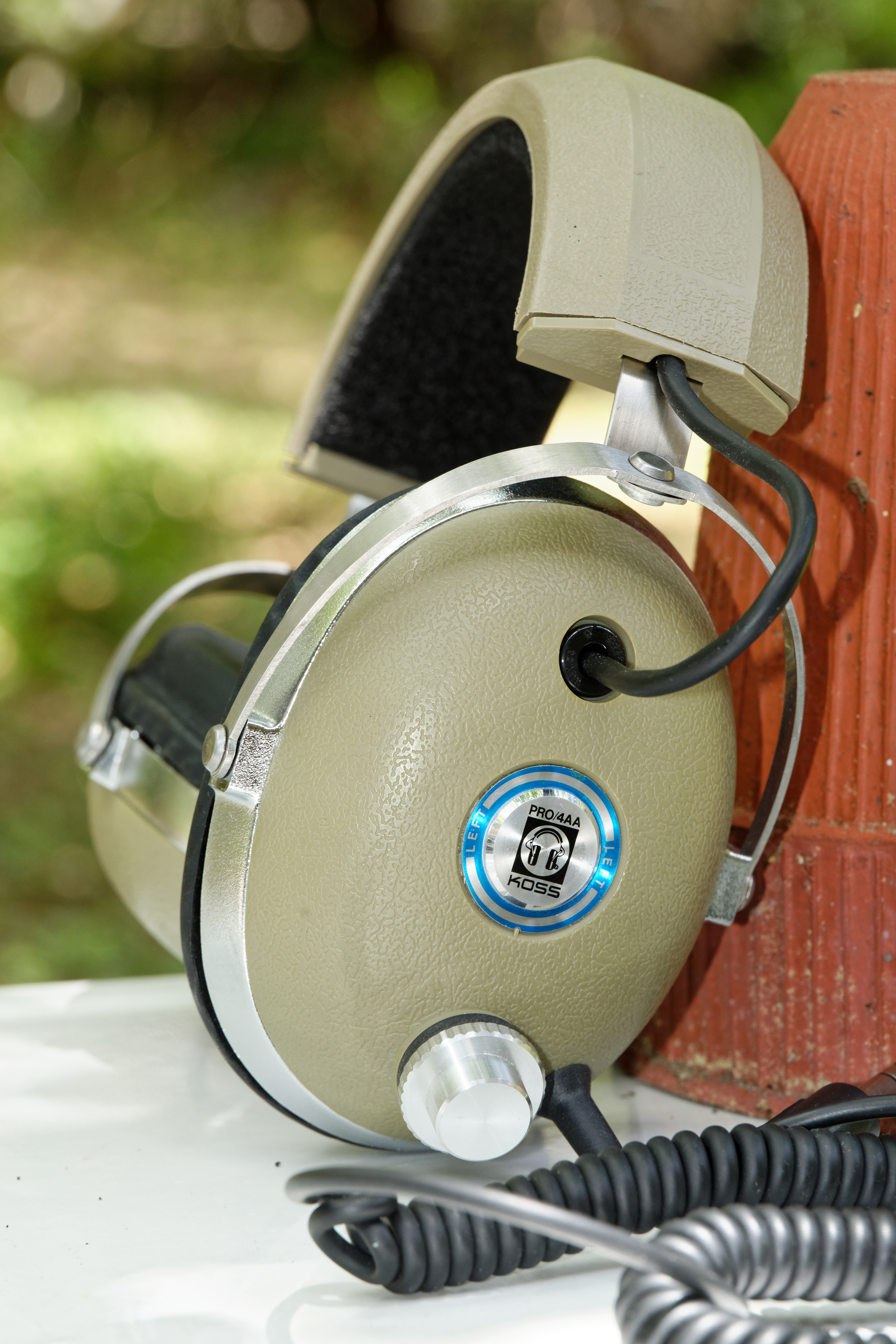
هدفون مدل Koss Pro/4AA